# 대전남부순환고속도로
| 2001년 이전 고속국도 노선 (기종점은 2001년 8월 24일 이전을 기준으로 함) | 2001년 이전 고속국도 노선 (기종점은 2001년 8월 24일 이전을 기준으로 함) |
| ----------------------------------------------------------------------- | ----------------------------------------------------------------------- |
| 노선 기호와 사용 연도                                                   | 13                                                                      |
| 노선 기호와 사용 연도                                                   | 1999년 ~ 2001년                                                         |
| 노선명                                                                  | 대전남부순환고속도로 (고속국도 제13호선)                                |
| 기점                                                                    | 대전광역시 유성구                                                       |
| 종점                                                                    | 대전광역시 동구                                                         |

대전남부순환고속도로(大田南部循環高速道路, 고속국도 제300호선)는 대전광역시 유성구 서대전 분기점을 기점으로, 대전광역시 동구 비룡 분기점을 종점으로 하여 대전광역시의 남부를 동서로 잇는 대한민국의 고속도로이다. 산내 분기점과 비룡 분기점 사이는 통영대전고속도로와 노선을 공유한다. 경부고속도로 비룡 분기점 ~ 회덕 분기점 구간, 호남고속도로지선 서대전 분기점 ~ 회덕 분기점 구간과 함께 대전광역시의 순환선을 이룬다.

## 역사
- 1988년 1월 14일 : 충청남도 대전시 중구 원내동 ~ 대덕군 동면 구간을 고속국도 제13호선 대전남부순환고속도로(대전남부순환선)으로 지정[1]
- 1992년 4월 29일 : 기점을 '충청남도 대전시 중구 원내동'에서 '대전직할시 유성구 원내동'으로, 종점을 '충청남도 대덕군 동면'에서 '대전직할시 동구 비룡동'으로 변경[2]
- 1994년 2월 6일 : 전 구간 착공
- 1994년 5월 14일 : 1996년 12월까지 대전남부순환고속도로 신설을 위해 대전직할시 중구 구완동 ~ 동구 비룡동 10.4km 구간 도로구역 결정[3]
- 1995년 10월 7일 : 1999년 12월까지 왕복 4차로 확장 공사로 인해 대전광역시 중구 구완동 ~ 동구 대성동 4.38km 구간 도로구역 변경, 경부고속도로 회덕 ~ 증약 구간 확장공사로 인한 선형 변경으로 대전광역시 동구 삼정동 ~ 비룡동 1.62km 구간 도로구역 변경[4], 대전남부순환고속도로 신설을 위해 대전광역시 유성구 원내동 ~ 중구 구완동 10.34km 구간 도로구역 결정[5]
- 1996년 7월 1일 : 기점을 '대전직할시 유성구 원내동'에서 '대전광역시 유성구 원내동'으로,종점을 '대전직할시 동구 비룡동'에서 '대전광역시 동구 비룡동'으로 변경[6]
- 1996년 9월 16일 : 판암 나들목 접속도로 입체화(지하차도) 공사로 인해 대전광역시 동구 판암동 1.26km 구간 도로구역 변경[7]
- 1998년 11월 20일 : 2000년 12월까지 원내 나들목 입체화 공사로 인해 대전광역시 유성구 원내동 ~ 중구 구완동 10.34km 구간 도로구역 변경[8]
- 1999년 8월 27일 : 2000년 12월까지 안영 나들목 진출입로 개량 및 입체화 공사로 인해 대전광역시 유성구 원내동 ~ 중구 구완동 10.34km 구간 도로구역 변경[9]
- 1999년 9월 6일 : 비룡 분기점 ~ 판암 나들목 3.3km 구간(통영대전고속도로 중첩 구간) 개통[10]
- 1999년 9월 18일 : 2000년 12월까지 서대전 분기점 선형 개량 공사로 인해 대전광역시 유성구 원내동 ~ 중구 구완동 10.22km 구간 도로구역 변경[11]
- 2000년 12월 22일 : 서대전 분기점 ~ 판암 나들목 18.8km 구간 개통[12] 및 호남고속도로(現 호남고속도로지선)의 서대전 나들목이 대전남부순환고속도로로 이설되면서 기존 서대전 나들목은 서대전 분기점으로 변경됨.
- 2001년 8월 25일 : 노선번호를 제13호에서 제300호로 변경[13]
- 2010년 12월 28일 : 도로명주소에 서대전 분기점부터 산내 분기점까지 13.28km 구간을 대전남부순환고속도로로 고시[14]
- 2015년 3월 27일 : 국토교통부고시로 기점을 '대전광역시 유성구 원내동', 종점을 '대전광역시 동구 비룡동'으로 명시[15]

## 구성
차로수
- 전 구간 왕복 4차로 (통영대전고속도로 중첩 구간 포함)

총연장
- 20.8km

제한속도
- 전 구간 최고 100km/h, 최저 50km/h (통영대전고속도로 중첩 구간 포함)

### 터널
| 터널 이름 | 소재지                 | 길이 | 준공 년도 | 비고        |
| --------- | ---------------------- | ---- | --------- | ----------- |
| 구봉터널  | 대전광역시 서구 관저동 | 786m | 2000년    | 비룡 방면   |
| 구봉터널  | 대전광역시 서구 관저동 | 795m | 2000년    | 서대전 방면 |
| 안영1터널 | 대전광역시 서구 괴곡동 | 718m | 2000년    | 비룡 방면   |
| 안영1터널 | 대전광역시 서구 괴곡동 | 738m | 2000년    | 서대전 방면 |
| 안영2터널 | 대전광역시 중구 안영동 | 600m | 2000년    |             |
| 구완터널  | 대전광역시 중구 구완동 | 622m | 2000년    |             |

## 나들목 · 분기점
- 여기서 숫자는 진출입교차점 (IC 및 JC) 번호를 뜻한다.
- 거리의 단위는 km이다.
- 중첩 구간은 번호란의 배경색을 참조.
  - 연한 파란색(■): 통영대전고속도로 중첩 구간

| 번호 | 이름          | 로마자 이름  | 구간 거리 | 누적 거리 | 접속 노선                                  | 소재지     | 소재지 | 비고 |
| ---- | ------------- | ------------ | --------- | --------- | ------------------------------------------ | ---------- | ------ | ---- |
| 1    | 서대전 분기점 | W.Daejeon JC | -         | 0.00      | 251호선 호남고속도로지선                   | 대전광역시 | 유성구 |      |
| 2    | 서대전        | West Daejeon | 1.08      | 1.08      | 국도 제4호선 (계백로)                      | 대전광역시 | 서구   |      |
| 3    | 안영          | Anyeong      | 4.61      | 5.69      | 지방도 제635호선 (대둔산로)                | 대전광역시 | 중구   |      |
| 4    | 산내 분기점   | Sannae JC    | 7.59      | 13.28     | 35호선 통영대전고속도로                    | 대전광역시 | 동구   |      |
| 5    | 판암          | Panam        | 4.14      | 17.42     | 국도 제4호선 (옥천로)                      | 대전광역시 | 동구   |      |
| 6    | 비룡 분기점   | Biryong JC   | 3.38      | 20.80     | 1호선 경부고속도로 35호선 통영대전고속도로 | 대전광역시 | 동구   |      |

## 주요 통과지
대전광역시
- 유성구 원내동 - 서구 (관저동 - 가수원동 - 괴곡동) - 중구 (안영동 - 침산동- 목달동 - 무수동 - 구완동) - 동구 (이사동 - 대별동 - 대성동 - 가오동 - 판암동 - 삼정동 - 세천동 - 신상동 - 비룡동)